# Avenue des Sycomores
L'avenue des Sycomores est une voie privée de la villa Montmorency dans le 16e arrondissement de Paris, en France.

## Situation et accès
L'avenue des Sycomores est une voie privée située dans la villa Montmorency qui débute au 93, boulevard de Montmorency et 28, avenue des Peupliers et se termine au 25, avenue des Tilleuls.

L'avenue, au sud-ouest de la villa Montmorency.

## Origine du nom
Cette voie doit son nom au fait qu'elle a été plantée de sycomores.

## Historique
Cette voie est ouverte sur le domaine où se trouvait autrefois le château de Boufflers et son parc, vendus en 1852 afin de permettre l'aménagement de la gare d'Auteuil et de la villa Montmorency voisine,.

## Bâtiments remarquables et lieux de mémoire
- L'écrivain Victor Hugo (1802-1885) s'y installe en 1872 après son retour de Bruxelles, avec son fils François-Victor atteint de tuberculose. L'homme de lettres part ensuite pour le 55 rue Pigalle[4].
- L'écrivain André Gide (1869-1951) habita au n°38[5]. Demeure réalisée pour lui par l'architecte Louis Bonnier[6].
- Le peintre Adrien Bruneau (1874-1965) résida au no 52[7].